# Aristandro
Aristandro (in greco antico Αρίστανδρος ο Τελμησσεύς, Aristandros) fu un indovino greco di Telmeso, in Caria. Accompagnò Alessandro Magno nei suoi viaggi, diventando il suo indovino personale. Secondo alcune fonti, avrebbe formato già parte della corte di Filippo il macedone da prima della nascita di Alessandro. Eforo di Cuma scrive di come Filippo avesse sognato di aver chiuso con un sigillo recante un leone il ventre di sua moglie Olimpia; Aristandro avrebbe interpretato correttamente il sogno, predicendo la gravidanza della regina ed il grande coraggio del nascituro.
Anche se alcuni avvenimenti riguardanti Aristandro sono stati sfumati dalla storia o sono raccontati come fittizi, si trattò di una figura altamente influente nella vita di Alessandro ed una presenza fondamentale durante le sue campagne. Plutarco racconta che durante l'assedio di Tiro, giunti all'ultimo giorno del mese di agosto del 332 a.C., Aristandro predisse, interpretando i segni del cielo, la conquista della città entro la fine del mese; Alessandro quindi decise che quel giorno non era più il trenta ma il ventotto del mese. Alla fine di agosto le navi di Alessandro subirono un pesante attacco e molte affondarono. I Macedoni utilizzarono a quel punto varie tattiche: l'attacco ad entrambi i porti, un diversivo con una piccola unità navale e l'attacco decisivo alle mura; l'offensiva fu inizialmente guidata da Admeto, ammiraglio della nave del re, poi ucciso in quella battaglia, per cui successivamente l'attaccò fu guidato da Alessandro in persona e la città infine cadde.
Vi sono indizi indicanti che Aristandro abbia scritto diversi trattati di divinazione, ma è anche possibile che questi gli siano stati falsamente attribuiti.